# Тартишев Никифор Никифорович
Никифор Никифорович Тартишев (12 березня 1920, місто Іман, тепер Дальнєрєченськ Приморського краю, Російська Федерація — 8 січня 2008, місто Москва) — радянський державний діяч, 2-й секретар ЦК КП Киргизії, 1-й секретар Читинського промислового обкому КПРС, 2-й секретар Читинського обкому КПРС, 1-й секретар Читинського міського комітету КПРС. Член Бюро ЦК КП Киргизії в 1971—1975 роках. Кандидат у члени ЦК КПРС у 1971—1976 роках. Депутат Верховної ради Киргизької РСР. Депутат Верховної ради РРФСР 6—7-го скликань. Депутат Верховної Ради СРСР 9-го скликання.

## Життєпис
У 1939 році закінчив Благовіщенський гірничий технікум.
У 1939—1940 роках працював завідувачем вибухових робіт на руднику Ключі тресту «Верхамурзолото».
У 1940—1946 роках — у Червоній армії, учасник радянсько-японської війни. Служив командиром взводу 846-го батальйону авіаційного обслуговування.
Член ВКП(б) з 1944 року.
У 1946—1947 роках — слухач Читинської однорічної обласної партійної школи.
У 1947—1954 роках — в апараті Читинського обласного комітету ВКП(б): пропагандист, лектор, керівник лекторської групи, заступник завідувача відділу.
У 1951 році заочно закінчив Читинський державний педагогічний інститут.
У 1954—1955 роках — 2-й секретар Читинського міського комітету КПРС.
У 1955—1957 роках — 1-й секретар Черновського районного комітету КПРС Читинської області.
У 1957—1959 роках — завідувач відділу Читинського обласного комітету КПРС.
У 1959 році заочно закінчив Вищу партійну школу при ЦК КПРС.
У 1959—1961 роках — 1-й секретар Читинського міського комітету КПРС.
У 1961 — січні 1963 року — секретар Читинського обласного комітету КПРС.
У січні 1963 — грудні 1964 року — 1-й секретар Читинського промислового обласного комітету КПРС.
У грудні 1964 — 1971 року — 2-й секретар Читинського обласного комітету КПРС.
5 березня 1971 — 25 квітня 1975 року — 2-й секретар ЦК КП Киргизії.
З квітня 1975 року — член Комітету партійного контролю при ЦК КПРС.
Потім — персональний пенсіонер у Москві.
Помер 8 січня 2008 року в Москві.

## Нагороди
- орден Вітчизняної війни ІІ ст. (6.04.1985)
- орден Трудового Червоного Прапора (1966)
- орден «Знак Пошани» (1957)
- медалі
- медаль «За заслуги перед Читинською областю» (2000)